# Клопка (филм из 1999)
Клопка је амерички филм из 1999. Филм је режирао Џон Ејмијел, а у главним улогама су: Шон Конери и Кетрин Зита-Џоунс.

## Радња
Роберт Мекдугал, звани „Мак“ (Шон Конери), је старији човек импозантног изгледа и страсти према уметничким делима, познат у криминалним круговима као изузетан међународни лопов. Вирџинија Бејкер (К. Зита Џоунс) је млада и лепа испитивач за осигуравајућу компанију која је у слободно време веома успешна крадљивица истих уметничких дела. Када једна од Рембрантових непроцењивих слика буде украдена, сумња (захваљујући бурној активности Вирџиније) одмах пада на Мека. Бејкер убеђује власти да може ухватити Мекдугала, намамивши га у замку, и предати полицији.
Међутим, сви Бејкерови покушаји да прати Мекдугала завршавају се тако што он први долази до ње (ушуњавши се у њену спаваћу собу под окриљем ноћи) да јој постави неколико питања. Јин одговара нудећи му вишемилионски пословни договор. Након малог тестирања вештина лопова, Мек пристаје да сарађује. За објекат је изабрана древна кинеска златна маска. У свом забаченом замку, Мек тренира Џина да акробатски управља стазом препрека из мреже ласерских одбрамбених аларма. Јин напорно тренира, размишљајући како да положи Мека. Мац сумња да Јеан нешто намјерава.
Након успешне пљачке, између јунака се појављује романтична веза. У новогодишњој ноћи 2000. одлучују да изведу још једну пљачку, укравши осам милијарди долара из банке у Куала Лумпуру у Малезији, где Вирџинија даје маску свом послодавцу, само да би открили да је лажна. Џин схвата да ју је Роберт заменио и примио. Побеђује Мека, али опрашта. Успевају да украду новац, али Мек заостаје и заказује јој термин следећег јутра на железничкој станици. Стигавши на железничку станицу у заказано време, Вирџинију дочекују Мек и агенти ФБИ. Роберт јој помаже да побегне.

## Улоге
| Глумац            | Улога            |
| ----------------- | ---------------- |
| Шон Конери        | Роберт Макдугал  |
| Кетрин Зита-Џоунс | Вирџинија Бејкер |
| Винг Рејмс        | Арон Тибодо      |
| Вил Патон         | Хектор Круз      |
| Мори Чајкин       | Конрад Грин      |